# Kommissar für Kommunikationsstrategie
Der Kommissar für Kommunikationsstrategie war ein Kommissar der Europäischen Kommission. Das Amt existierte von 1981 bis 1989 unter der Bezeichnung Kommissar für Information bzw. Informationsstrategie und erneut von 2004 bis 2009. Die Kommissare hatten dabei jeweils auch noch weitere Zuständigkeiten. Seit der Kommission Barroso II, die Anfang 2010 ins Amt kam, ist kein Mitglied mehr nominell für Kommunikation zuständig. Faktisch ist der Bereich der Justizkommissarin Viviane Reding zugeordnet.

## Bisherige Amtsinhaber
| Kommissar           | Amtszeit  | Staat    | nationale Partei | europäische Partei | sonstige Zuständigkeiten                           |
| ------------------- | --------- | -------- | ---------------- | ------------------ | -------------------------------------------------- |
| Margot Wallström    | 2004–2010 | Schweden | SAP              | SPE                | Institutionelle Beziehungen, erste Vizepräsidentin |
| Carlo Ripa di Meana | 1985–1989 | Italien  | PSI              | SPE                | Institutionelle Reformen, Kultur und Tourismus     |
| Lorenzo Natali      | 1981–1985 | Italien  | DC               | EVP                | Mittelmeerpolitik, Erweiterung                     |